# Francisco Manuel Blanco
Francisco Manuel (ou Manoel) Blanco (Navianos, 1778 ou 1780 –  Manila, 1845) foi um eclesiástico e botânico espanhol que se destacou no estudo da flora das Filipinas.

## Biografia
Professou a ordem dos Agostinianos. É enviado à Angat, na província de Bulacan, Filipinas, onde ocupa diferentes funções e, obtém até o final da sua vida, o cargo de delegado de sua ordem em Manila, viajando muito por todo o arquipélago. É autor de "Flora de Filipinas segundo o sistema sexual de Lineu" (Manila, 1837, republicado em 1845). Celestino Fernández Villar (1838-1907) atualizou esta obra entre 1877 e 1883.
Carl Ludwig Blume (1789-1862) lhe dedicou o gênero botânico Blancoa da família das Palmaes.

## Obras
- Flora de Filipinas Blanco, 1937.
- Flora de Filipinas, segundo o sistema sexual de  Linneo… (ed. 2), 1845.
- Flora de Filipinas pelo P. Fr. Manuel Blanco augustino calzado..(ed. 3), 1883